# Peter Egan
Peter Joseph Egan (né le 28 septembre 1946 à Londres au Royaume-Uni) est un acteur britannique ayant principalement joué pour la télévision. 

## Rôles principaux
- 1970 : One Brief Summer
- 1971 : Elizabeth R
- 1973 : La Méprise
- 1974 : Callan
- 1975 : Hennessy (1975)
- 1981 : Les Chariots de feu
- 1984 : A Woman of Substance
- 1984 : To Catch a King
- 1987 : Un pur espion (BBC)
- 1997 : Bean
- 2000 : Y a-t-il un flic pour sauver l'humanité ?
- 2002 : The King's Beard
- 2003 : Memories
- 2005 : L'Escorte
- 2005 : Man to Man
- 2007 : Joyeuses Funérailles
- 2011 : The Witcher 2: Assassins of Kings
- 2012-2015 : Downton Abbey : Hugh « Shrimpie » MacClare, marquis de Flintshire
- 2014 : Grantchester
- 2015 : Unforgotten
- 2018 : Hold the Sunset
- 2019 : After Life

## Récompense
En 1979, Peter Egan remporte le BAFTA du meilleur espoir en premier rôle pour son interprétation dans La Méprise.